# Kvenværs kommun
Kvenværs kommun (norska: Kvenvær kommune) var en kommun i Sør-Trøndelag fylke i Norge. Kommunen omfattade den västra delen av nuvarande Hitra kommun. Byn Kvenvær utgjorde kommunens centralort.

## Administrativ historik
Kvenværs kommun upprättades den 1 januari 1913 genom utbrytning ur Hitra kommun. Kommunen hade 1 157 invånare vid upprättandet.
Den 1 januari 1964 gick Kvenværs kommun, tillsammans med kommunerna Fillan och Sandstad, åter upp i Hitra kommun. Kommunens hade då 840 invånare.

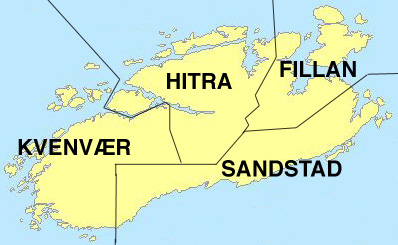
Karta över de kommuner som 1964 lades samman till nuvarande Hitra kommun.